# Athysanella concava
Athysanella concava är en insektsart som beskrevs av Ball och Beamer 1940. Athysanella concava ingår i släktet Athysanella och familjen dvärgstritar. Inga underarter finns listade i Catalogue of Life.